# Delray Beach Open 2020 - Qualificazioni singolare
Le qualificazioni del singolare del Delray Beach Open 2020 sono state un torneo di tennis preliminare per accedere alla fase finale della manifestazione. I vincitori dell'ultimo turno sono entrati di diritto nel tabellone principale. In caso di ritiro di uno o più giocatori aventi diritto a questi sono subentrati i lucky loser, ossia i giocatori che hanno perso nell'ultimo turno ma che avevano una classifica più alta rispetto agli altri partecipanti che avevano comunque perso nel turno finale.

## Teste di serie
1. Cameron Norrie (qualificato)
2. Tarō Daniel (ritirato)
3. Paolo Lorenzi (primo turno)
4. Alex Bolt (primo turno)

1. Daniel Elahi Galán (ultimo turno, lucky loser)
2. Emilio Gómez (qualificato)
3. Danilo Petrović (qualificato)
4. Denis Istomin (ultimo turno, lucky loser)

## Qualificati
1. Cameron Norrie
2. Ernests Gulbis

1. Noah Rubin
2. Emilio Gómez

### Lucky loser
1. Bernard Tomić
2. Denis Istomin

1. Stefan Kozlov
2. Daniel Elahi Galán

## Tabellone

### Legenda
| - Q = Qualificato - WC = Wild card - LL = Lucky loser | - ALT = Alternate - SE = Special Exempt - PR = Protected Ranking | - w/o = Walkover - r = Ritirato - d = Squalificato |

### Sezione 1
|  | Primo turno | Primo turno      | Primo turno      | Primo turno | Primo turno |  |  | Ultimo turno | Ultimo turno     | Ultimo turno | Ultimo turno | Ultimo turno |  |
|  |             |                  |                  |             |             |  |  |              |                  |              |              |              |  |
|  | 1           | Cameron Norrie   | Cameron Norrie   | 6           | 6           |  |  |              |                  |              |              |              |  |
|  |             | Peter Torebko    | Peter Torebko    | 2           | 2           |  |  | 1            | Cameron Norrie   | 4            | 6            | 7            |  |
|  |             | Mitchell Krueger | Mitchell Krueger | 6           | 7           |  |  |              | Mitchell Krueger | 6            | 2            | 65           |  |
|  | 7           | Danilo Petrović  | Danilo Petrović  | 4           | 6           |  |  |              |                  |              |              |              |  |

### Sezione 2
|  | Primo turno | Primo turno        | Primo turno        | Primo turno | Primo turno |  |  | Ultimo turno | Ultimo turno   | Ultimo turno   | Ultimo turno | Ultimo turno |  |
|  |             |                    |                    |             |             |  |  |              |                |                |              |              |  |
|  | ALT         | Pol Toledo Bagué   | Pol Toledo Bagué   | 1           | 3           |  |  |              |                |                |              |              |  |
|  |             | Bernard Tomić      | Bernard Tomić      | 6           | 6           |  |  |              | Bernard Tomić  | Bernard Tomić  | 2            | 0            |  |
|  |             | Ernests Gulbis     | Ernests Gulbis     | 6           | 6           |  |  |              | Ernests Gulbis | Ernests Gulbis | 6            | 6            |  |
|  | 5           | Daniel Elahi Galán | Daniel Elahi Galán | 2           | 4           |  |  |              |                |                |              |              |  |

### Sezione 3
|  | Primo turno | Primo turno            | Primo turno            | Primo turno | Primo turno |  |  | Ultimo turno | Ultimo turno  | Ultimo turno | Ultimo turno | Ultimo turno |  |
|  |             |                        |                        |             |             |  |  |              |               |              |              |              |  |
|  | 3           | Paolo Lorenzi          | Paolo Lorenzi          | 5           | 65          |  |  |              |               |              |              |              |  |
|  |             | Noah Rubin             | Noah Rubin             | 7           | 7           |  |  |              | Noah Rubin    | 6            | 3            | 7            |  |
|  |             | Guillermo García López | Guillermo García López | 5           | 2           |  |  | 8            | Denis Istomin | 4            | 6            | 6            |  |
|  | 8           | Denis Istomin          | Denis Istomin          | 7           | 6           |  |  |              |               |              |              |              |  |

### Sezione 4
|  | Primo turno | Primo turno   | Primo turno   | Primo turno | Primo turno |  |  | Ultimo turno | Ultimo turno  | Ultimo turno  | Ultimo turno | Ultimo turno |  |
|  |             |               |               |             |             |  |  |              |               |               |              |              |  |
|  | 4           | Alex Bolt     | 6             | 4           | 2           |  |  |              |               |               |              |              |  |
|  | WC          | Stefan Kozlov | 4             | 6           | 6           |  |  | WC           | Stefan Kozlov | Stefan Kozlov | 3            | 2            |  |
|  | WC          | Preston Brown | Preston Brown | 2           | 0           |  |  | 6            | Emilio Gómez  | Emilio Gómez  | 6            | 6            |  |
|  | 6           | Emilio Gómez  | Emilio Gómez  | 6           | 6           |  |  |              |               |               |              |              |  |